# Kupfer(II)-tetrafluoroborat
Kupfer(II)-tetrafluoroborat ist eine anorganische Verbindung. Es handelt sich um ein Salz des Kupfers in der Oxidationsstufe +II mit der Tetrafluorborsäure.

## Darstellung
Kupfer(II)-tetrafluoroborat lässt sich durch die Umsetzung von Kupfer(II)-oxid, -carbonat oder -hydroxid mit wässriger Tetrafluorborsäure darstellen.
{\displaystyle \mathrm {CuO\ +\ 2\ HBF_{4}\longrightarrow \ Cu[BF_{4}]_{2}\ +\ H_{2}O} }

## Eigenschaften
Kupfer(II)-tetrafluoroborat kristallisiert mit einer unbestimmten Zahl an Kristallwasser-Molekülen. Es zersetzt sich an feuchter Luft oder in Gegenwart von Wasser.

## Verwendung
Das Tetrafluoroboratanion zählt zu den schwach koordinierenden Anionen, weshalb es leicht durch andere Liganden ausgetauscht werden kann. Aus diesem Grund kann Kupfer(II)-tetrafluoroborat zur Synthese von Kupferkomplexen eingesetzt werden.